# 史萊利
史萊利（日语： Slyly */?）為日本職棒廣島東洋鯉魚的吉祥物。

## 特徵
- 1995年7月29日，於初代廣島市民球場（日语：広島市民球場 (初代)）初登場。背號是一個驚嘆號「！」。一般寫作「スライリー」，但正確寫法應該將「イ」寫作小寫。Slyly在英語中有淘氣、好玩的意思。
- 身體為青綠色，身穿廣島隊球衣。由曾經替芝麻街設計角色的設計師Harrison Ericsson，以美國職業棒球大聯盟費城費城人的吉祥物費城人費納寶（英语：Phillie Phanatic）為基礎設計。[2][3]
- 鼻子內部藏有捲笛（日语：吹き戻し）用以表達情緒。
- 球隊大量連勝或大量得分，會變身粉紅色的開心史萊利（ハッピースラィリー）。